# 17-й егерский полк
17-й егерский полк — название Эриванского лейб-гренадерского полка в 1801—1833 годах.

## Формирование полка
Старейший полк русской императорской армии, сформирован 25 июля 1642 года из регулярных стрельцов как Московский выборный солдатский Бутырский полк. В 1786 году Бутырский полк с присоединением 3-го и 4-го батальонов Селенгинского полка был обращён на составление Кубанского егерского корпуса и 29 ноября 1796 года этот корпус был переформирован в 18-й егерский батальон, названный 17 мая 1797 года 18-м егерским полком. С 1798 по 1801 годы полк именовался по шефу, 29 марта 1801 года назван 17-м егерским. 12 февраля 1816 года полк переименован в 7-й карабинерный и 27 марта 1827 года назван Эриванским карабинерным. 19 февраля 1855 года полк был зачислен в Гренадерский корпус и назван Лейб-гренадерским Эриванским Его Величества полком.

## Кампании полка
Полк находился в составе 19-й пехотной дивизии и принимал участие в войнах с персами в 1804—1813 и 1826—1829 гг. и с турками 1806—1812 и 1828—1829 гг., также полк нёс кордонную службу на Кавказе и неоднократно имел боевые столкновения с горцами.
Полк, будучи 17-м егерским и 7-м карабинерным, знаков отличия не получал.

## Шефы полка (в 1797—1827 гг.)

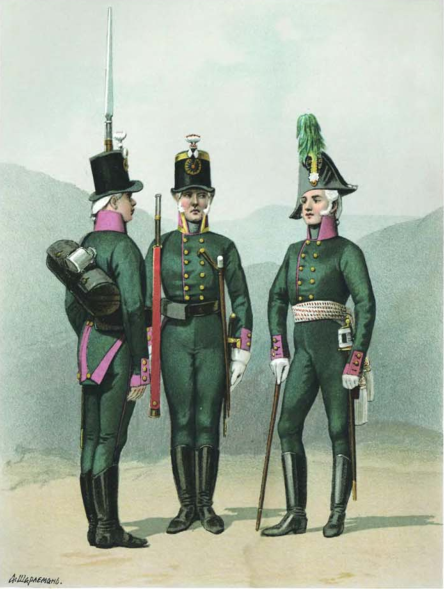
Адольф Шарлемань Рядовой, унтер-офицер и обер-офицер 17-го егерского полка в 1802 году.

- 1798 — 17.01.1799 — генерал-майор Лихачёв, Пётр Гаврилович
- 17.01.1799 — 14.05.1803 — генерал-майор Лазарев, Иван Петрович
- 14.05.1803 — 31.07.1807 — полковник Карягин, Павел Михайлович
- 30.08.1807 — 08.02.1811 — полковник Асеев, Афанасий Фёдорович
- 27.02.1811 — 08.06.1811 — полковник Снаксарев, Иван Афанасьевич
- 08.06.1811 — 22.06.1815 — полковник Живкович, Илья Петрович

## Командиры полка (в 1797—1827 гг.)
- 22.05.1797 — 05.08.1797 — подполковник Воейков, Сергей Андреевич
- 05.08.1797 — 17.01.1799 — полковник (с 08.10.1797 полковник, с 20.08.1798 генерал-майор) Лазарев, Иван Петрович
- 22.04.1799 — 08.05.1800 — полковник Воейков, Сергей Андреевич
- 20.08.1800 — 24.01.1803 — полковник Карягин, Павел Михайлович
- 03.04.1805 — 21.01.1809 — майор (с 23.04.1806 подполковник, с 12.12.1807 полковник) Лисаневич, Дмитрий Тихонович
- 21.01.1809 — 14.06.1810 — полковник Котляревский, Пётр Степанович
- 16.11.1814 — 22.06.1815 — подполковник Парфёнов, Иван Иванович
- 22.06.1815 — 10.06.1816 — полковник Живкович, Илья Петрович
- 10.06.1816 — 11.06.1822 — подполковник (с 30.08.1816 полковник) Ладинский, Пётр Антонович
- 11.06.1822 — 21.04.1827 — полковник Муравьёв-Карсский, Николай Николаевич
- 21.04.1827 — 27.10.1827 — полковник барон Фредерикс, Борис Андреевич

## Известные люди, служившие в полку
- Гинтовт, Александр Людвигович — генерал-майор, начальник штаба отдельного Сибирского корпуса
- Ширмо-Щербинский, Фёдор Осипович — генерал-лейтенант, Красносельский комендант

См. также: 46-й егерский полк.